# Aphomia baryptera
Aphomia baryptera là một loài bướm đêm thuộc họ Pyralidae. Nó được tìm thấy ở Úc.